# Faverges
Faverges és un municipi francès situat al departament de l'Alta Savoia i a la regió d'Alvèrnia-Roine-Alps. L'any 2007 tenia 6.562 habitants.

## Demografia

### Població
El 2007 la població de fet de Faverges era de 6.562 persones. Hi havia 2.767 famílies de les quals 920 eren unipersonals (387 homes vivint sols i 533 dones vivint soles), 797 parelles sense fills, 809 parelles amb fills i 241 famílies monoparentals amb fills.
La població ha evolucionat segons el següent gràfic:
Habitants censats

### Habitatges
El 2007 hi havia 3.189 habitatges, 2.834 eren l'habitatge principal de la família, 122 eren segones residències i 234 estaven desocupats. 1.468 eren cases i 1.707 eren apartaments. Dels 2.834 habitatges principals, 1.592 estaven ocupats pels seus propietaris, 1.157 estaven llogats i ocupats pels llogaters i 85 estaven cedits a títol gratuït; 90 tenien una cambra, 257 en tenien dues, 614 en tenien tres, 897 en tenien quatre i 976 en tenien cinc o més. 1.965 habitatges disposaven pel capbaix d'una plaça de pàrquing. A 1.361 habitatges hi havia un automòbil i a 1.063 n'hi havia dos o més.

### Piràmide de població
La piràmide de població per edats i sexe el 2009 era:
| Homes | Edats   | Dones |
| ----- | ------- | ----- |
| 8     | 95 o +  | 8     |
| 4     | 90 a 94 | 44    |
| 20    | 85 a 89 | 72    |
| 40    | 80 a 84 | 56    |
| 88    | 75 a 79 | 128   |
| 108   | 70 a 74 | 148   |
| 128   | 65 a 69 | 200   |
| 144   | 60 a 64 | 144   |
| 164   | 55 a 59 | 148   |
| 184   | 50 a 54 | 172   |
| 216   | 45 a 49 | 256   |
| 184   | 40 a 44 | 228   |
| 252   | 35 a 39 | 252   |
| 212   | 30 a 34 | 256   |
| 252   | 25 a 29 | 192   |
| 145   | 20 a 24 | 168   |
| 257   | 15 a 19 | 200   |
| 308   | 10 a 14 | 236   |
| 232   | 5 a 9   | 232   |
| 140   | 0 a 4   | 116   |

## Economia
El 2007 la població en edat de treballar era de 4.113 persones, 2.971 eren actives i 1.142 eren inactives. De les 2.971 persones actives 2.679 estaven ocupades (1.455 homes i 1.224 dones) i 293 estaven aturades (151 homes i 142 dones). De les 1.142 persones inactives 397 estaven jubilades, 360 estaven estudiant i 385 estaven classificades com a «altres inactius».

### Ingressos
El 2009 a Faverges hi havia 2.813 unitats fiscals que integraven 6.650,5 persones, la mediana anual d'ingressos fiscals per persona era de 17.779 €.

### Activitats econòmiques
Dels 334 establiments que hi havia el 2007, 2 eren d'empreses extractives, 6 d'empreses alimentàries, 4 d'empreses de fabricació de material elèctric, 16 d'empreses de fabricació d'altres productes industrials, 64 d'empreses de construcció, 75 d'empreses de comerç i reparació d'automòbils, 10 d'empreses de transport, 20 d'empreses d'hostatgeria i restauració, 4 d'empreses d'informació i comunicació, 17 d'empreses financeres, 14 d'empreses immobiliàries, 30 d'empreses de serveis, 53 d'entitats de l'administració pública i 19 d'empreses classificades com a «altres activitats de serveis».
Dels 113 establiments de servei als particulars que hi havia el 2009, 1 era una oficina d'administració d'Hisenda pública, 1 gendarmeria, 1 oficina de correu, 8 oficines bancàries, 10 tallers de reparació d'automòbils i de material agrícola, 1 taller d'inspecció tècnica de vehicles, 2 autoescoles, 15 paletes, 13 guixaires pintors, 11 fusteries, 9 lampisteries, 8 electricistes, 2 empreses de construcció, 8 perruqueries, 1 veterinari, 14 restaurants, 4 agències immobiliàries, 2 tintoreries i 2 salons de bellesa.
Dels 28 establiments comercials que hi havia el 2009, 2 eren supermercats, 1 una botiga de més de 120 m², 6 fleques, 1 una fleca, 1 una botiga de congelats, 1 una peixateria, 3 botigues de roba, 2 botigues d'equipament de la llar, 1 una botiga d'equipament de la llar, 3 botigues d'electrodomèstics, 1 una botiga de mobles, 1 una botiga de material de revestiment de parets i terra, 1 una perfumeria i 4 floristeries.
L'any 2000 a Faverges hi havia 44 explotacions agrícoles que ocupaven un total de 528 hectàrees.

## Equipaments sanitaris i escolars
El 2009 hi havia 2 centres de salut, 3 farmàcies i 1 ambulància.
El 2009 hi havia 1 escola maternal i 4 escoles elementals. A Faverges hi havia 1 col·legi d'educació secundària i 1 liceu tecnològic. Als col·legis d'educació secundària hi havia 618 alumnes i als liceus tecnològics 377.

## Poblacions més properes
El següent diagrama mostra les poblacions més properes.